# Чендлер, Артур Бертрам
Артур Бертрам Чендлер (англ. Arthur Bertram Chandler, другой вариант фамилии — Чандлер) — австралийский моряк, писатель-фантаст английского происхождения.

## Биография
Родился 28 марта 1912 года в городе Олдершот (графство Хэмпшир). Учился в колледже Джона Лемана. С 1929 года служил во флоте. Начинал в качестве юнги, впоследствии стал капитаном корабля. В 1944 году в журнале Astounding был напечатан первый рассказ Чендлера «Это значит война». В 1956 году Чендлер эмигрировал в Австралию, где прожил всю оставшуюся жизнь. Плавал под флагом Австралийского и Новозеландского флотов.
В 1975 году вышел в отставку и занялся главным образом литературой. Скончался 6 июня 1984 года в Сиднее. Чендлер написал 40 научно-фантастических романов и около 200 рассказов.

## Произведения
Серия «Окраина»:
- «Окраина вселенной» (The Rim of Space, 1961)
- «Когда умирают мечты» (When the Dream Dies, 1961)
- «Вернуть вчерашний день» (Bring Back Yesterday, 1961)
- «За окраиной вселенной» (Beyond the Galactic Rim, 1963) — сборник рассказов
- «Корабль снаружи» (The Ship From Outside, 1963)
- «Поймай звёздный ветер» (Catch the Star Winds, 1969)

Серия «Командор Джон Граймс»:
Ранний Граймс:
- «Дорога на Окраину» (The Road to the Rim, 1967)
- «Включить насос» (To Prime the Pump, 1971)
- «Тяжкий путь наверх» (The Hard Way Up, 1972) — сборник рассказов
- «Разорванный цикл» (The Broken Cycle, 1975)
- «Планета спартанцев» (Spartan Planet, написан 1968)[прим. 2]
- «Наследники» (The Inheritors, написан 1972)
- «Большая черная отметина» (The Big Black Mark, 1975)

Зрелый Граймс:
- «Путешественник издалека» (The Far Traveller, 1977)
- «Звездный курьер» [Star Courier, 1977)
- «Держать корабль» (To Keep the Ship, 1978)
- «Пасынки Матильды» (Matilda’s Stepchildren, 1979)
- «Звездный лейтенант» (Star Loot, 1980)
- «Повелители Анарха» (The Anarch Lords, 1981)
- «Последняя амазонка» (The Last Amazon, 1984)
- «Дикари» (The Wild Ones, 1984)

Поздний Граймс:
- «В альтернативную Вселенную» (Into the Alternate Universe, написан 1964)
- «Контрабандой из Космоса» (Contraband from Outer Space, 1967)
- «Боги Окраины» (The Rim Gods, 1969) — сборник рассказов
- «Альтернативная орбита» (Alternate Orbits, 1971)[прим. 3] — сборник рассказов
- «Тёмные размерности» (The Dark Dimensions, 1971)
- «Дорога назад» (The Way Back, 1976)